# Castiglione Marittimo
Castiglione Marittimo è una frazione del comune di Falerna, in provincia di Catanzaro.
Nacque in epoca normanna come borgo adiacente al castello normanno di cui oggi esistono solamente alcuni ruderi.
Fu feudo della famiglia D'Aquino fino all'avventura napoleonica. Il feudo comprendeva numerosi centri della zona, escludeva tuttavia i comuni limitrofi di Gizzeria, Nocera Terinese e Sant'Eufemia governati dai Cavalieri di Malta.
Nel 1811 Castiglione Marittimo fu assorbito nel comune di Falerna pur mantenendo il capoluogo fino al 1816.

## Storia
Castiglione, primo grosso nucleo dell'attuale comune di Falerna, come centro abitato è nato intorno al Mille.
All'epoca, la decadenza delle città costiere che orbitavano attorno al territorio era generale, e ne erano testimonianza i destini di Terina e Temesa, con centri urbani desolati o distrutti, vie abbandonate e porti in disuso. A causa delle incursioni saracene, la popolazione era fuggita sui monti e nelle alture, andando a vivere nelle zone interne, in luoghi protetti da barriere naturali come strapiombi, corsi d'acqua e fossatti, sfruttando la morfologia del terreno per resistere agli attacchi esterni.
La zona era interessata da una vivace attività agricola, come testimoniano, fra l'altro, gli avanzi di una villa romana ed una via che era un diverticolo dell'importante strada consolare romana Popilia Annia.
Castiglione deve la sua nascita proprio all'attività agricola ed alla facilità delle comunicazioni.
Sorto in origine come villaggio rurale che raccolse le genti sparse nei campi, il nuovo centro mise i contadini al servizio della signoria fondiaria che anche in epoca bizantina dovette sovrintendere all'economia della zona, sulla scia delle numerose ville romane che avevano operato sul territorio.
Castiglione dava così una risposta concreta all'esigenza di reperire e mantenere manodopera necessaria ai proprietari terrieri per la lavorazione nei campi, in un periodo di crisi demografica, di nomadismo e di spopolamento; ma contribuiva pure a soddisfare il bisogno di sicurezza e di stabilità avvertito dai contadini stanchi di vivere giorni di paura e di precarietà.
Fu così che sulla collina a 200 metri di altezza sul livello del mare sorse un agglomerato di case che divennero sempre più numerose, e man mano che nuove genti vi affluivano, il pianoro si popolava e si sviluppava, favorito dalle varie sorgenti d'acqua, utilizzate per lo sfruttamento della campagna fin dall'antichità.
I Normanni nel 1062 vi edificarono una fortezza, chiamata Castel Leone: questo castello divenne una delle più importanti opere di difesa del circondario, a difesa del golfo di Sant'Eufemia e dell'omonima abbazia. Nel 1214 il castello resistette ad un'incursione saracena.
Il più antico riferimento storico su Castiglione (fino ad oggi conosciuto) è contenuto dall'abate Orazio Lupis in un libro scritto nel 1795, e si riferisce ad una rivolta dei Calabresi contro i due fratelli Altavilla, Roberto e Ruggero. In quell'occasione i rivoltosi assalirono il castello presidiato dai Normanni e "fecero a pezzi" i 70 cavalieri della guarnigione. Si era nell'anno 1091.
Nel 1303 il re di Napoli Roberto d'Angiò concesse il feudo ad Atenolfo d'Aquino, ed il dominio della famiglia d'Aquino sulle terre di Castiglione durò fino all'eversione della feudalità.
I d'Aquino sono stati una delle più illustri famiglie nobili italiane, e costituivano una delle sette grandi Case del Regno di Napoli.